# Fájlrendszerek listája
A következő felsorolás azonosítja, jellemzi és kapcsolatot nyújt a részletesebb információk eléréséhez a számítógépek fájlrendszereiről.
Néhány régebbi operációs rendszer csak a saját, "natív" fájlrendszerét támogatta, amelyeknek többnyire nevük sem volt, bizonyos értelemben az operációs rendszer részét képezték. Például a CP/M fájlrendszere, valamint az Apple DOS fájlrendszere. Ezek a névtelen fájlrendszerek a következő felsorolásban sem fognak szerepelni.

## Diszkes fájlrendszerek
A diszkes fájlrendszerek általában adatfolyam-orientáltak. Egy adatfolyam orientált fájl rendszerben a fájl egy véletlen hozzáféréssel elérhető byte-ok sorozata, amelyekhez olvasás, írás és keresés műveletekkel férhetünk hozzá.
- ADFS – Acorn's Advanced Disc filing system, – Az Acorn fejlesztette diszkes fájlrendszere, a DFS utódja.
- ADVFS - Advanced File System (Tru64)
- BFS – a BeOS által használt fájlrendszer, néha tévesen BeFs néven szerepel.
- Btrfs (B-tree file system) az Oracle által 2007-ben (GPL) bejelentett, Linux kerneljéhez készülő következő generációs, CoW (Copy-on-Write), stabil fájlrendszer (több hasonlóság a ZFS-sel).
- EFS (IRIX) – Az IRIX alatt futó, régebbi blokk-orientált fájlrendszer.
- ext – Bővített fájlrendszer, Linux támogatással tervezték
- ext2 – Második bővített fájlrendszer, Linux támogatással tervezték.
- ext3 – Az ext2 metadata journaling-gal (naplózott) rendelkező újabb változata.
- ext4 – Az ext3 fájlrendszer kibővített változata, több hely a fájlok metaadatainak, egyéb információknak.
- FAT – A DOS és a Microsoft Windows által használt, 12-, 16- és 32-bit táblamélységű rendszer. Vesd össze a VFAT-tal.
- FFS (Amiga) – Fast File System – gyors fájlrendszer, az Amiga rendszere használta. A fájlrendszer már későn fejlődött ki. Mai változatok: FFS1, FFS Intl, FFS DCache, FFS2.
- FFS – Fast File System – gyors fájlrendszer, a BSD rendszer használta
- Fossil – A Bell Labs Plan 9 rendszerének pillanatnyi állapotát archiváló fájlrendszere.
- Files-11 – OpenVMS fájlrendszer; néhány PDP-11 rendszer használta; támogatja a record-orientált fájlokat
- HFS – Hierarchical File System – hierarchikus fájlrendszer, a régebbi Mac OS rendszer használta
- HFS Plus – a HFS korszerűsített változata, csak a Mac OS rendszer használta. Régebbi változatai megengedték a naplózást.
- HPFS – High Performance File System – nagy teljesítményű fájlrendszer, az OS/2-n használták
- ISO 9660 – A CD-ROM és DVD-ROM diszkek használják (bővítései a Rock Ridge és a Joliet rendszerek)
- JFS – IBM Journalled File System – naplózó fájlrendszer, a Linux, az OS/2, és az AIX részére
- LFS – 4.4BSD a log-strukturált fájlrendszer egy megvalósítása
- MFS – Macintosh File System, a korai Mac OS rendszerek használták
- Minix file system – A Minix rendszerek használták
- NILFS – A log-strukturált fájlrendszer Linux megvalósítása
- NTFS – A Windows NT, a Windows 2000, a Windows XP, a Windows Vista és a Windows Server 2003 rendszerek használják
- NSS – Novell Storage Services – Novell tároló rendszer. Ez a 64 bites naplózó fájlrendszer, ami kiegyenlített fa algoritmust használ. A NetWare versions 5.0-up használja, portolták Linux-ra.
- OFS – Old File System – régi fájlrendszer az Amigán. Kiváló floppyra, de rosszul használható merevlemezen.
- PFS – és PFS2, PFS3 stb. A technikailag érdekes fájlrendszerek az Amiga részére készültek, minden tekintetben kiváló teljesítményt nyújtottak, egyszerűek és elegánsak.
- ReFS - A Microsoft új, fejlesztés alatt álló fájlrendszere, amely az NTFS-t hivatott leváltani a jövőben.
- ReiserFS – Egy naplózó fájlrendszer
- Reiser4 – A ReiserFS újabb változata
- SFS – Smart File System, naplózó fájlrendszer Amiga platformokon.
- UDF – Alap fájlrendszer csomag WORM/RW hordozókra, mint a CD-RW és a DVD.
- UFS – Unix File System, a BSD régebbi változata
- UFS2 – Unix File System, csak a BSD használja
- VxFS – Veritas fájlrendszer, az első kereskedelmi naplózó fájlrendszer; HP-UX, Solaris, Linux, AIX használja
- WAFL – Write Anywhere File Layout. Nagy teljesítményű, log-strukturált fájlrendszer szerű fájlrendszer. A WAFL erősen támaszkodik a RAID 4 technológiára, és NVRAM-ra a tranzakciós naplók újraküldésénél. A Network Appliance rendszer használja
- XFS – A SGI IRIX és Linux rendszerek használják
- ZFS – A Solaris 10 és az OpenSolaris használja (nem keverendő össze az IBM zFS-ével)

### Rekord-orientált fájlrendszerek
A rekord-orientált fájlrendszerekben a fájlok rekordok sorozataként vannak tárolva. Ezek a fájlrendszerek a régebbi nagyszámítógépek és miniszámítógépek operációs rendszereire voltak jellemzők. A programok teljes rekordokat írtak vagy olvastak, pontosabban byte-ok vagy önhatalmúlag képzett byte csoportjait, és meg kellett keresni a rekord határolókat is.
- Files-11 – a rekord orientált rendszer egyik korai változata, az "adatáram" támogatást csak később valósították meg.
- Virtual storage access method – virtuális tároló hozzáférési mód (VSAM) – Az IBM System/370 és a MVS használja.

### Osztott diszkes fájlrendszerek
Az osztott diszkes fájlrendszerek (gyakran nevezik osztott tárolójú fájl rendszernek, vagy még cluster vagy fürt fájl rendszer néven is ismert) elsősorban a tároló hálózatokban használatos, ahol minden csomópont – node – közvetlenül hozzáfér a tárolókhoz. Ez a megoldás biztosítja, hogy egy csomópont kiesése nem befolyásolja egy másik csomópont adathozzáférését. Az osztott diszkes fájlrendszereket általában ún. "magas rendelkezésre állású klaszterek" használnak egy RAID megoldással kiegészítve. Az osztott diszkes fájlrendszereket legfeljebb 64 vagy 128 csomópont esetén használják.
Az osztott diszkes fájlrendszerek lehetnek szimmetrikusak, ekkor meta-adatok kerülnek szétosztásra a csomópontok között, illetve lehetnek aszimmetrikusak, amikor a meta-adatokat központi meta-adat szerver(ek) tároljá(k).
A fájlrendszerek aktuális teljesítmény világrekordját (2006. január) az IBM GPFS rendszere tartja, egy fájl hosszan tartó 102 GByte/s-os írási/olvasási sebességével, amit a Lawrence Livermore National Laboratory pillanatnyilag harmadik leggyorsabb szuperkomputerén értek el.
- ADIC StorNext File System az ADIC-től. Aszimmetrikus. Futtatható AIX, HP-UX, IRIX, Linux, Mac OS, Solaris és Windows alatt is. Együtt tud működni a Xsan-nal.
- CXFS (Clustered XFS) a Silicon Graphics-tól (SGI). Futtatható AIX, IRIX, Linux, Solaris és Windows alatt is. Aszimmetrikus.
- EMC Celerra HighRoad az EMC-től. Futtatható AIX, HP-UX, IRIX, Solaris és Windows alatt is. Aszimmetrikus.
- Files-11 a VMScluster-eken, a DEC jelentette meg 1983-ban, ma HP-é. Szimmetrikus.
- Global File System (GFS) a Red Hat-tól. Alkalmazható a Linux-ra GPL licence alatt. Szimmetrikus (GDLM) or Asymmetric (GULM).
- General Parallel File System (GPFS) az IBM-től. Támogatja a replication az érintett blokk tárolók között. Futtatható AIX és Linux alatt. Szimmetrikus.
- HP Cluster File System (CFS) a HP-től. Futtatható HP-UX és Tru64 Unix alatt.
- IBM SanFS az IBM-től. Futtatható AIX, Linux és Windows alatt is. Aszimmetrikus.
- Nasan File System a DataPlow-tól. Futtatható Linux és Solaris alatt. Aszimmetrikus.
- Oracle Cluster File System (OCFS és ma OCFS2) az Oracle Corporation-től. Linux-on fut, GPL licence alatt. Szimmetrikus.
- Polyserve Matrix Server a PolyServe-től. Futtatható Windows és Linux alatt. Szimmetrikus.
- SAN File System a DataPlow-tól. Futtatható IRIX, Linux, Solaris és Windows alatt is. Szimmetrikus.
- QFS a Sun Microsystems-től. Futtatható Linux és Solaris alatt. Aszimmetrikus.
- Veritas Storage Foundation Cluster File System (CFS) a Symantec-től. Futtatható AIX, HP-UX, Linux és Solaris alatt is. Aszimmetrikus.
- Xsan az Apple Computer-től. Futtatható Mac OS alatt. Aszimmetrikus. Együtt tud működni a ADIC StorNext File Systemmel.
- VMFS2 az VMware/EMC-től. Az VMWare ESX Server-en futtatható. Aszimmetrikus.

## Elosztott fájlrendszerek
Az elosztott fájlrendszereket gyakran hálózati fájlrendszerek-nek is nevezik. Általában több implementációjuk létezik, elhelyezkedésüktől függően rendelkeznek ún. "access control list"-ekkel – hozzáférés ellenőrző lista – (ACLs), néhány esetben azonban ezek nélkül dolgoznak, lásd később.
- 9P, a Plan 9 from Bell Labs és az Inferno által használt elosztott fájlrendszer protokoll. Egy implementációja a v9fs. Nincs ACL-ja.
- Andrew file system (AFS) skálázható, elhelyezés független, nagyon erős a kliens oldali cache-elése és a Kerberos-t használja jogosultság ellenőrzésre. A megvalósítások köz tartozik az eredeti IBM-es (korábban Transarc), az Arla és az OpenAFS.
- Apple Filing Protocol (AFP) az Apple Computer-től.
- DCE Distributed File System (DCE/DFS) az IBM-től a (korábbi Transarc) nagyjából azonos az AFS-el és főleg a teljes POSIX fájlrendszer szemantikát valósítja meg, valamint magas rendelkezésre állást. Az AIX és Solaris használja szabadalmazott program licenccel.
- NetWare Core Protocol a Novell-től.
- Network File System (NFS) a Sun Microsystems-től származik, a UNIX alapú hálózatok "szabványos" rendszere. Használhatja a Kerberos-t és a kliens oldali cache-t.
- Server Message Block (SMB) az IBM-től (de a legismertebb változatát a Microsoft erősen módosította) a Windows-alapú hálózatok "szabványos" eleme. Az SMB ismert, mint Common Internet File System (CIFS) – közös internet fájlrendszer – vagy Samba fájlrendszer. Az SMB használhatja a Kerberos-t.

### Elosztott, hibatűrő fájlrendszerek
Elosztott hibatűrő, adat-replikációs mechanizmussal rendelkező fájlrendszer, amely az replikációkat a csomópontok (szerverek vagy szerverek/kliensek) között szétküldi. Főként a magas rendelkezésre állású (high availability) és offline (lekapcsolt) működésmód esetében használatos.
- Coda a Carnegie Mellon University-től, amely főleg mobil számítástechnikában, az offline (lekapcsolt) műveletekre fókuszál. Az AFS2 alapján készült.
- Distributed File System (Microsoft) (Dfs) a Microsoft-tól főleg a magas rendelkezésre állásra és a elhelyezés-függetlenségre fókuszál. A Windows-on használható, szabadalmazott program licencel.
- InterMezzo a Cluster File Systems-től a HTTP felett megvalósított szinkronizáció használja. A Linux-on GPL licenccel használható, de már nem sokáig, már folyik a Lustre fejlesztése.

### Elosztott, párhuzamos fájlrendszerek
Az elosztott, parallel fájlrendszer a nagy teljesítményű, többszörösen használt szerver környezetben használatos. Általában a nagy teljesítményű számítástechnika (high-performance computing, HPc) használja.
Néhány pérhuzamos fájlrendszer a központosított meta-adat szerverekkel együtt használhat ún. objektum-alapú tároló berendezés devicet (Object-based Storage device – OSD) (A Lustre-nál ezt OST-nek nevezik) a nagyobb adat darabokhoz.
- Parallel Virtual File System (PVFS, PVFS2). A Linux-on GPL licence alatt használható.
- Lustre a Cluster File Systems-től. A Linux-on GPL alatt használható.

### Elosztott, párhuzamos, hibatűrő fájlrendszerek
Az elosztott fájlrendszerek, amelyek lehetnek párhuzamosak és hibatűrők, és a szerverek közötti adat-replikációval érik el a nagy teljesítményt, és a nagy megbízhatóságot, és biztosítják az adat integritást. Még ha egy szerver ki is esik, akkor sincs adatvesztés. Ez a fájlrendszert a HCP és a magas rendelkezésre állású klaszterek is használják.
A felsorolt fájlrendszerek mind nagy megbízhatóságúak, skálázhatók és nagy teljesítményűek, azért a következőkben ezeket a jellemzőket nem is jelezzük.
- Gfarm file system, használja az OpenLDAP-t vagy a Postgresql-t a meta-adatokra és a LUFS-t a csatlakozáshoz. A Linux-on GPL licenccel használható.
- Google File System (GFS) a Google-től, hibatűrő, nagy átbocsátó képességű. Szabadon nem hozzáférhető.
- IBRIX Fusion az IBRIX-től. A Linux-on szabadalmazott szoftver licencel használható.
- OneFS distributed file system a Isilon-tól. BSD alapú kimondottan Intel alapú hardverekre, kiszolgálja az NFS v3 és az SMB/CIFS a Windows-on, Mac OS-en, Linux-on és más UNIX klienseken, szabadalmazott szoftver licenccel használható.
- Panasas ActiveScale File System (PanFS) a Panasas-tól, objektum-alapú tárolóval. A Linuxon szabadalmazott szoftver licenccel használható.
- PeerFS a Radiant Data Corporation-től, a nagy megbízhatóság re és a nagy teljesítményre fókuszál, és peer-to-peer replikációt használ a különböző források és célok között. A Linuxon szabadalmazott szoftver licenccel használható.
- TerraGrid Cluster File System a Terrascale Technologies Inc-től, a megvalósítás megfelel a egybefüggő cache követelménynek és a használt ipari szabványnak iSCSI. Módosított változata a XFS fájlrendszer. A Linuxon szabadalmazott szoftver licenccel használható.

Fejlesztés alatt:
- zFS az IBM-től, (nem keverendő össze a ZFS-sel, ami a Sun Microsystems terméke) főleg az együttműködő-cache-re és elosztott tranzakciókra fókuszál és objektum-alapú tárolót használ. Fejlesztés alatt áll, szabadon nem hozzáférhető.
- Hadoop Distributed File System – szabad a GoogleFS klónokra a fejlesztés alatt

## Különleges fájlrendszerek
- acme (Plan 9) (szöveges ablakok)
- archfs (archív)
- cdfs (CD-k írására és olvasására)
- cfs (cash-elésre)
- Cramfs
- Davfs2 (WebDAV) A HTTP protokoll kiegészítése, amely írási lehetőséget is biztosít a felhasználónak (például hálózati tárolóként használható) A HHTP szerver beállításával magas biztonságot lehet vele elérni internetes adatcseréhez. Támogatja például az apache, és az IIS is. A Windows XP beépített klienst tartalmaz.
- devfs Linux eszközök (Devices) elérését lehetővé tevő fájlrendszer
- EFS – Titkosított fájl rendszer a Microsoft Windows-hoz. A NTFS bővítése.
- EncFS, GPL titkosított fájl rendszer felhasználók számára
- Freenet – Decentralizált, cenzúra ellenálló
- ftpfs (ftp hozzáférés)
- fuse (felhasználói fájlrendszer, mint a LUFS, de jobban karbantartott)
- FuseCompress (az FUSE-on alapul, transzparens tömörítést valósít meg)
- GmailFS (Gmail File System)
- JFFS/JFFS2 (Speciálisan flash egységek részére kifejlesztett fájl rendszer)
- lnfs (hosszú fájlnevekhez)
- LUFS (Linux felhasználói fájlrendszere – úgy látszik, egyre kevesebben használják a FUSE miatt)
- MVFS – MultiVersion File System, szabadalmaztatott, a Rational ClearCase használja.
- nntpfs (hálózati hírekhez)
- ParFiSys (Kísérleti párhuzamos fájlrendszer massively parallel processing-hoz)
- plumber (Plan 9, folyamatok közötti kommunikáció – csővezeték)
- procfs – pszeudo-fájlrendszer, a folyamatok kernel információhoz való hozzáféréséhez
- relayfs
- romfs
- Secure Shell File System (SSHFS) – helyileg csatlakoztatható egy távoli szerveren lévő könyvtárhoz, amit a secure shell bejelentkezés támogat.
- specfs (Special File System for device files ) – speciális fájlrendszer eszközfájlok részére
- SquashFS (tömörített, csak olvasható)
- sysfs (Linux)
- tmpfs
- UMSDOS – FAT fájlrendszer, kibővítve tárolási engedélyekkel és mataadatokkal, Linux-hoz.
- UnionFS – egységesítő fájlrendszer, amely képes úgy viselkedni, mintha több directory tartalmát egyesíteni, annak ellenére, hogy e tartalmak fizikailag szét vannak választva.
- wikifs (Plan 9, wiki wiki)
- YAFFS – (Yet Another Flash File System), Charles Manning által tervezett és írt fájlrendszer az Aleph One cég számára. Használható beágyazott rendszerekben, NAND és NOR Flash memóriákhoz. GPL és licencelhető változata is van.